# Jürgen Rollmann
Jürgen Rollmann (* 17. Oktober 1966 in Gelnhausen) ist ein deutscher Journalist und Fußballmanager sowie ehemaliger Fußballprofi.

## Biografie
Rollmann ist aufgewachsen in Büdingen-Lorbach. Er besuchte dort das Wolfgang-Ernst-Gymnasium.
Er ist seit 1992 verheiratet und hat zwei Kinder.

### Fußball
Nach drei Jahren in der damals drittklassigen Oberliga bei Kickers Offenbach, TSV 1860 München und FSV Frankfurt erhielt er 1988 seinen ersten Lizenzspieler-Vertrag beim damaligen Deutschen Meister Werder Bremen. Rollmann bestritt im Mai 1992 das Endspiel im Europapokal der Pokalsieger, das 2:0 gegen Monaco gewonnen wurde, da Werders Stammtorhüter Oliver Reck gelbgesperrt war. Von 1992 bis 1995 spielte Rollmann beim MSV Duisburg und anschließend wieder bei Werder Bremen, wo er als Amateur im Profikader stand, aber nur für die Regionalliga-Mannschaft fünf Spiele bestritt. Während der Saison 1995/96 wechselte er zum FC Augsburg in die Regionalliga, bei dem er bis 1997 blieb. Später stand er noch beim SV Lohhof in der Bayernliga im Tor.
Von 1992 bis 1994 war er Vizepräsident und von 1994 bis 1996 Präsident der Spielergewerkschaft (VdV).

### Erfolge als Spieler
- 1986: Meister der Oberliga Hessen mit Kickers Offenbach
- 1989 und 1990: Zweiter Platz DFB-Pokal mit SV Werder Bremen
- 1991: Deutscher Pokalsieger mit SV Werder Bremen
- 1992: Gewinner des Europapokals der Pokalsieger 1992 mit SV Werder Bremen
- 1993: Erstliga-Aufstieg mit MSV Duisburg

### Weitere Karriere
Seit 1985 arbeitet Rollmann als Journalist, Autor und Hörfunk-Sprecher. In München studierte er an der Ludwig-Maximilians-Universität Politik- und Kommunikationswissenschaft, Soziologie und Sozialpsychologie und ist Absolvent der Deutschen Journalistenschule (DJS).
1999 bis 2000 war er Manager des FC Augsburg und leitete für ein Jahr die Geschäftsstelle. Von 2000 bis 2003 war er Pressesprecher der BayernSPD.
Von 2003 bis 2006 war Rollmann Koordinator der Bundesregierung für die Fußball-Weltmeisterschaft 2006 und Leiter einer im Bundesministerium des Innern (BMI) angesiedelten Stabsstelle.
Im Oktober 2012 wurde er zum Nachfolger von Manfred Paula als Manager des FC Augsburg. Rund drei Monate später trennten sich der FC Augsburg und Rollmann. Sein Nachfolger in Augsburg wurde Stefan Reuter. Im Sommer 2013 einigten sich der FC Augsburg und Rollmann auf eine einvernehmliche Vertragsauflösung. Rollmann ist berufenes Mitglied der Deutschen Akademie für Fußball-Kultur.
Im Oktober 2018 wurde Rollmann erster Sportdirektor beim Deutschen Dart-Verband.

## Werke
- Beruf Fußball-Profi – Oder ein Leben zwischen Sein und Schein, Berlin, 1997, Sportverlag – Reihe Sport-Report, ISBN 3-328-00762-8.
- Erfahrungen eines Sinnsuchers, in Hans-Georg Huber/Hans Metzger: Sinnvoll erfolgreich. Sich selbst und andere führen, Rowohlt Taschenbuch-Verlag, Reinbek bei Hamburg 2004, ISBN 3-499-61936-9, S. 56–61.